# Hällsjön (Ockelbo socken, Gästrikland)
Hällsjön är en sjö i Ockelbo kommun i Gästrikland och ingår i Gavleåns huvudavrinningsområde. Sjön är 9,6 meter djup, har en yta på 2,13 kvadratkilometer och är belägen 79 meter över havet. Sjön avvattnas av vattendraget Hällsjöbäcken. Vid provfiske har bland annat abborre, braxen, gers och gädda fångats i sjön.

## Delavrinningsområde
Hällsjön ingår i det delavrinningsområde (674139-155678) som SMHI kallar för Utloppet av Hällsjön. Medelhöjden är 80 meter över havet och ytan är 6,61 kvadratkilometer. Det finns ett avrinningsområde uppströms, och räknas det in blir den ackumulerade arean 25,47 kvadratkilometer. Hällsjöbäcken som avvattnar avrinningsområdet har biflödesordning 3, vilket innebär att vattnet flödar genom totalt 3 vattendrag innan det når havet efter 55 kilometer. Avrinningsområdet består mestadels av skog (63 procent). Avrinningsområdet har 2,12 kvadratkilometer vattenytor vilket ger det en sjöprocent på 32 procent.

## Fisk
Vid provfiske har följande fisk fångats i sjön:
- Abborre
- Braxen
- Gärs
- Gädda
- Gös
- Mört